# حكمة السعادة (كتاب)
حكمة السعادةهو عمل يعود تاريخه إلى القرن الحادي عشر كتبه يوسف حاجب لأمير كاشغر . يعكس النص معتقدات ومشاعر وممارسات المؤلف ومجتمعه فيما يتعلق بالعديد من المواضيع ويصور جوانب مثيرة للاهتمام من جوانب مختلفة من الحياة في خانية كارا خانيد.

## المؤلف
في عدة نقاط في جميع أنحاء الكتاب، يتحدث المؤلف عن نفسه؛ ومن هذا نعرف قدرًا معينًا عنه.
إن مؤلف الكتاب سُمي يوسف بالكتاب، وقد ولد في بالاساجون [الإنجليزية]، التي كانت في ذلك الوقت العاصمة الشتوية للإمبراطورية القراخانية، وكانت تقع بالقرب من توكموك الحالية في قيرغيزستان. كان عمره حوالي 50 عامًا عندما أكمل الكتاب، وعند تقديم العمل المكتمل إلى أمير كاشغر، حصل على لقب خاص حاجب، والتي تُترجم إلى شيء مثل المستشار الخاص. يُشار إليه غالبًا باسم يوسف خاص حاجب.
يشتبه بعض العلماء في أن مقدمة كتاب حكمة السعادة، والتي هي إسلامية بشكل أكثر وضوحًا من بقية النص، قد كتبها مؤلف مختلف وخاصة المقدمة الأولى، والتي كانت نثرية، على عكس بقية النص.

## النص

### التاريخ
أُلِّف كتاب حكمة السعادة في عامي 1069-1070 وقُدم إلى تافغاتش بوغرا خان، أمير كاشغر. كانت هذه المخطوطة معروفة جيدًا في العصر التيموري (دانكوف، 3)، ولكن لم يتبق منها سوى ثلاث مخطوطات - يشار إليها باسم المدينة التي اكتشفت فيها - لتزودنا بمعرفتنا الحديثة بالنص:
- تمت كتابة مخطوطة فيينا في القرن الثامن. ترك ديل كورومو، (في ديلمان)، كوتادجو بيليج تيبكيباسيم، فييانا نوشاسي، علاء الدين كيرال باسيمفي، اسطنبول، 1942.
- تورك ديل كورومو، كوتادغو بيليج تيبكيباسيم، فرغانة نوشاسي، إسطنبول، علاء الدين كيرال باسيمفي، 1943.
- تورك ديل كورومو، كوتادغو بيليج تيبكيباسيم، مسير نوشاسي، إسطنبول، علاء الدين كيرال باسيمفي، 1943.

### اللغة
كُتب حكمة السعادة بلغة كارلوك المعروفة باسم لغة القراخان [الإنجليزية] ولكن غالبًا ما يشار إليها ببساطة باسم "التركية الوسطى". وهي تشبه لغة نقوش أورخون، في اللغة التركية القديمة، ولكن بالإضافة إلى القاعدة التركية، تحتوي على تدفق كبير من المفردات الفارسية. بالإضافة إلى المفردات المحددة من العربية والفارسية، يذكر دانكوف عددًا كبيرًا من الترجمات في كتاب حكمة السعادة من الفارسية.
فيما يلي مقتطف من كتاب كوتادجو بيليج؛ العمود الأول هو النص باللغة الأصلية (الكرلوكية أو التركية الوسطى)، ولكن تُرجم إلى الحروف التركية (اللاتينية). العمود الثاني هو النص الأصلي بحروف عربية،  بينما العمود الثالث هو ترجمته إلى اللغة العربية.
| النص الأصلي بالتركية القديمة: Bayat atı birle sözüg başladım, törütgen egidgen keçürgen idim Üküş ögdi birle tümen miŋ senâ, uğan bir bayatka aŋar yok fenâ Yağız yer yaşıl kök kün ay birle tün, törütti halâyık öd üdlek bu kün Tiledi törütti bu bolmış kamuğ, bir ök bol tedi boldı kolmış kamuğ Kamuğ barça muŋluğ törütülmişi, muŋı yok idi bir aŋar yok eşi Ay erklig uğan meŋü muŋsuz bayat, yaramaz seniŋdin adınka bu at Uluğluk saŋa ol bedüklük saŋa, seniŋdin adın yok saŋa tuş teŋe Aya ber birikmez saŋa bir adın, kamuğ aşnuda sen sen öŋdün kedin | النص بالأبحدية العربية: ياراطان، يَتِشْتِرَنْ ڤه گُچُرَنْ رَبّمم اولان تانرِنِن آدِ ايله سُوزَه باشلادم. قادِر ڤه بِر اولان تانريا چوك حَمد ڤه بِنه لَرجَه سَناء اولسون؛ اُنون ايچن فانيلِك يُوقتور. كارا يَر ايله ماڤي گؤغُ، گُونَش ايله آيى، گَجَه ايله گُونْدُزُ، زَمان ايله زَمانَه يى ڤه مَخْلُوقْلَرِ اُ ياراطتِ. اِستَدِ ڤه بِتُن بُو وارلِقلَرِ ياراطتِ؛ بِر كَرَه: — "اُل!" — دَدِ، بِتُن دِلَدِكلَرى اُلدُ. بِتُن بُو ياراطلِمش اولانلَر اُنَه مُحْتاجْتِر؛ مُحْتاجْ اُلمَيان يالْنِز تانرِدِر؛ اُنُون اَشِ يُوقتُر. اَي قُوِّتْلِ، قادِر، اَبَدِي ڤه مُسْتَغْنِي اولان تانرِ، سَنْدَنْ باشْكَسِنَه بُو آد يَكِشْمَاز. اُلُولُك ڤه بُيُوكْلُك سَنَه مَحْسُوسْتُر؛ سَنَه اَش ڤه دَنك اولان باشْكَ بِرِ يُوقتُر. اَي بِر اولان تانرِ، بِر باشْكَسِ سَنَه شِرْك قُوشُلامَاز؛ باشْتَه هَر شَيْدَنْ اَوَّل ڤه سُونْدَه هَر شَيْدَنْ سُونْرَه سَنْسِن. | الترجمة العربية: بدأتُ باسم الله ربي، الذي خلق وزرع وحرك. الحمد لله القادر الواحد الأحد، الذي لا غش له. خلق الأرض المظلمة والسماء الزرقاء، والشمس والقمر، والليل والنهار، والزمان وجميع المخلوقات. أراد وخلق كل هذه الكائنات؛ مرةً: "كن!"، قال، فكان كل ما أراده. كل هذه المخلوقات تحتاج إليه؛ الوحيد الذي لا يحتاج إلى شيء هو الله؛ ليس له نظير. اللهم يا من هو القوي القدير، الأبدي، سيدنا، هذا الاسم لا يليق إلا بك. العظمة لك؛ لا أحد يضاهيك أو يعادلك. يا إلهي، لا أحد يصل إليك؛ أنت الأول قبل كل شيء، والآخر بعد كل شيء. |

وعلى الرغم من شيوع الحكمة الإسلامية من الأحاديث والقرآن الكريم واللغة الفارسية والمفردات العربية والفارسية، إلا أنه لا توجد إشارات محددة إلى النصوص الإسلامية، ولا تُستخدم الكلمات العربية والفارسية للمفاهيم الإسلامية. وهذا يعزز الحجة القائلة بأن الإسلام وصل إلى آسيا الوسطى عن طريق الصوفيين المتجولين.

### الأسلوب
استخدم مؤلف كتاب حكمة السعادة بحر المتقارب من العربية، والذي يتكون من أبيات من سطرين متناغمين من 11 مقطعًا لفظيًا، وغالبًا ما يتم تقسيمهما إلى أجزاء أكبر - حيث تشكل المقاطع الستة الأولى المجموعة الأولى في كل سطر وتشكل المقاطع الخمسة الأخيرة مجموعة أخرى. هذا هو أقدم تطبيق معروف لهذا المقياس على اللغة التركية. يتكون المقياس الأصلي من حروف العلة القصيرة والطويلة السابقة:
| حرف العلة 1 | حرف العلة 2 | حرف العلة 3 |
| ----------- | ----------- | ----------- |
| قصير        | طويل        | طويل        |
| قصير        | طويل        | طويل        |
| قصير        | طويل        | طويل        |
| قصير        | طويل        |             |

وبما أن اللغة التركية لم تفرق بين الحروف المتحركة القصيرة والطويلة، فقد حولها إلى مقاطع مفتوحة ومغلقة، على سبيل المثال:
| حرف العلة 1 | حرف العلة 2   | حرف العلة 3 |
| ----------- | ------------- | ----------- |
| نعم (مفتوح) | جيز (إغلاق)   | يير(قريب)   |
| يي(مفتوح)   | بار(إغلاق)    | تول(إغلاق)  |
| مفتوح       | كاف(إغلاق)    | ur(إغلاق)   |
| كي(مفتوح)   | نصيحة (إغلاق) |             |
| كن (مفتوحًا) | زين (قريب)    | مك(إغلاق)   |
| تي(مفتوح)   | لير(إغلاق)    | دون (إغلاق) |
| نعم (مفتوح) | كور(إغلاق)    | قريب(قريب)  |
| أنا (مفتوح) | نصيحة (إغلاق) |             |

(الثلج يذوب، والأرض مليئة بالعطر، وتخلع ملابس الشتاء، والعالم في أناقة جديدة.
——حكمة السعادة · المجلد 4 · 2 )

### المحتوى
تدور أحداث رواية كوتادجو بيليج حول العلاقات بين أربع شخصيات رئيسية، يمثل كل منها مبدأ تجريدي (صرح به المؤلف صراحةً). يلخص دانكوف التفاصيل بشكل جيد في شكل مخطط (دانكوف، 3):
| اسم      | ترجمة                          | إشغال  | مبدأ                  |
| -------- | ------------------------------ | ------ | --------------------- |
| كونتوغدي | "لقد أشرقت الشمس" / شروق الشمس | ملِك    | عدالة                 |
| أيتولد   | "القمر مكتمل" / اكتمال القمر   | الوزير | حظ                    |
| أوجدولمش | "مُمَدَّح" / مُمَدَّح للغاية           | حكيم   | العقل (أو الحكمة )    |
| أوغورميس | "مستيقظ" / مستيقظ تمامًا        | درويش  | نهاية الإنسان الأخيرة |

### التأثيرات
ويشير دانكوف إلى أن مؤلف كتاب حكمة السعادة كان يحاول التوفيق بين تقاليد الحكمة الإيرانية الإسلامية والتركية الموجودة بين القراخانيين، حيث كانت الأولى ذات جذور حضرية والثانية ذات جذور بدوية. من المؤكد أن التحول الأخير من أسلوب حياة أكثر ترحالًا قد غير متطلبات القائد الجيد؛ ويبدو أن أجندة كتاب حكمة السعادة تتضمن تعليمات حول كيفية أن يكون المرء قائداً جيدًا. بالإضافة إلى ذلك، يذكر مؤلف كتاب حكمة السعادة في النص أنه كان يحاول صنع نسخة تركية من شيء مثل الشاهنامه.
- قصائد الصراع الإسلامية والجاهلية، الموجودة في الأدب العربي والفارسي،
- أيتيش [الإنجليزية]، مسابقة غنائية متجاوبة بين متنافسين توجد اليوم بين الكازاخستانيين والقرغيز ،
- أسكيا ، وهو أسلوب مماثل للمنافسة الغنائية الموجودة اليوم بين الأوزبك ،
- أغاني بين الأولاد والبنات، مثل أغاني لابار الأوزبكية وأغاني بيديل الكازاخستانية،
- أغاني الزفاف مثل الأوزبكية يور-يور والكازاخستانية جار-جار

وبعيدًا عن التأثيرات الإيرانية الإسلامية والتركية، يفترض دانكوف وجود قدر من التأثير اليوناني والبوذي على النص.

## الموارد المختارة على الإنترنت
- كوتادجو بيليج النص الكامل
- روبرت دانكوف - يتضمن المراجع
- http://aton.ttu.edu/kilavuzlar.asp نسخة محفوظة 12 ديسمبر 2005 على موقع واي باك مشين. في أرشيف أويسال ووكر للسرد الشفوي التركي [الإنجليزية] — يتضمن نسخًا ممسوحة ضوئيًا من كوتادجو بيليج بلغات مختلفة
- Kutluk Veren Bilgi ve Ağustos'a Giden Yol نسخة محفوظة 2012-06-02 على موقع واي باك مشين. ، إتش بي باكسوي، دكتور في الفلسفة. دراسات عثمانية، نشر بواسطة مجهول، 26 أغسطس
- 文化精粹之福乐智慧
- جوكمن دورموش نسخة محفوظة 13 نوفمبر 2013 at Archive.is - أطروحة ماجستير من جامعة بنسلفانيا حول الحكمة التركية

## طالع أيضًا
- الأدب التركي
- مرايا للأمراء
- الكوت (أساطير) [الإنجليزية]

## ملحوظات
1. ↑  تُرجمت إلى الحكمة التي تجلب السعادة، الحكمة التي تؤدي إلى المجد الملكي أو الثروة[1]أو بشكل أكثر إيجازًا الحكمة التي تجلب الحظ السعيد.[2]

### الاستشهادات
1. ↑  (Dankoff, 1)
2. ↑  Sir Gerard Clauson, An Etymological Dictionary of Pre-Thirteenth-Century Turkish, Oxford, 1972, p597
3. ↑  Dankoff, 2
4. ↑  E.J. Brill's First Encyclopaedia of Islam 1913-1936. BRILL. 31 ديسمبر 1987. ص. 911. ISBN:90-04-08265-4. مؤرشف من الأصل في 2023-02-19.
5. ↑  Çetin, Altan (2022). Kutadgu Bilig'in Kavram Dünyası : Türkistanlılığın değer zemini (بالتركية) (1. ed.). İstanbul: Post Yayınevi. p. 15. ISBN:9786258143065.
6. ↑  Balasaguni، Yusuf. "Kutadgu Bilig". مؤرشف من الأصل في 2024-12-22.

### فهرس
- روبرت دانكوف [الإنجليزية] - يوسف خاص حاجب، حكمة المجد الملكي (كوتادجو بيليج): مرآة تركية إسلامية للأمراء ، ترجمة روبرت دانكوف مع مقدمة وملاحظات. مطبعة جامعة شيكاغو، 1983. ص. 281